# タキユウスケ
タキユウスケ（たき ゆうすけ、1981年11月24日-）は、日本のテクニカルディレクター・DIT（デジタルイメージングテクニシャン）・カラリストである。九州芸術工科大学（現・九州大学）卒業。富山県出身。
株式会社虎徹代表。

## 略歴
富山県生まれ。大学卒業後、ソニーPCL入社。
映画、CM、コンサート等のカメラアシスタントやビデオエンジニアを経験し、2013年レスパスビジョンにて撮影チームを発足。
2019年、株式会社虎徹設立。
日本では導入事例が少なかったLiveGrade、QTake HD 、Assimilate SCRATCH等のソフトウェアをいち早く導入し、日本における現在のデジタル・イメージング・テクニシャンのシステムの礎を構築した。